# Ricardo Longatti França
Ricardo Longatti França (Indaiatuba),  é um político brasileiro, filiado ao PODE. Nas eleições de 2022, foi eleito deputado estadual por SP.